# Babulówka
Die Babulówka ist ein kleiner rechter Zufluss der Weichsel in der Woiwodschaft Karpatenvorland in Polen. 

## Geografie
Die Babulówka entspringt westlich des Dorfs Trzęsówka (gmina Cmolas), fließt zunächst in nordnordwestlicher Richtung ab, wendet sich bei dem Dorf Babule nach Norden, durchfließt die Kleinstadt Baranów Sandomierski, passiert dort östlich das Schloss und mündet nach einem Lauf  über 32,2 km Länge kurz oberhalb der Brücke der Droga krajowa 9 über die Weichsel rechtsseitig in diese.